# Gulpen (gemeente)

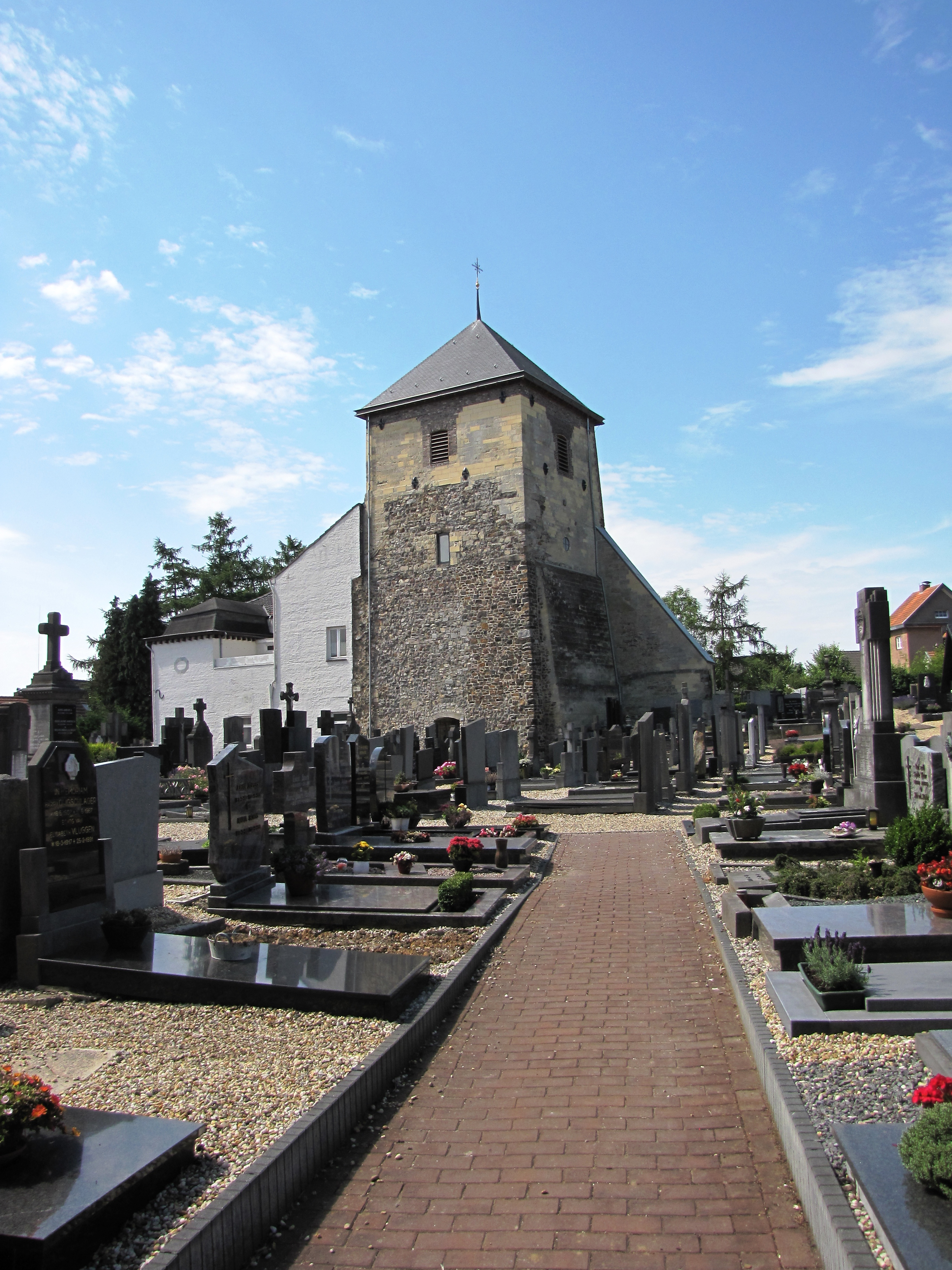
Kerk van Gulpen

Gulpen is een voormalige gemeente in Nederlands Zuid-Limburg, die tot 1982 bestond uit het gelijknamige dorp met de dorpen, gehuchten en buurtschappen Reijmerstok, Berghem, Billinghuizen, Crapoel, Euverem, Ingber, Landsrade, Pesaken en Waterop. In 1982 werd gemeente Wijlre met het gelijknamige dorp met de gehuchten en buurtschappen Etenaken, Berghof, Cartils, Kapolder, Keutenberg, Elkenrade, Scheulder, Wolfshuis, Stokhem, Beertsenhoven en Schoonbron bij gemeente Gulpen gevoegd. De gemeente voegde zich in 1999 samen met de gemeente Wittem tot de gemeente Gulpen-Wittem. De laatste burgemeester van de gemeente Gulpen was Jos Som.